# لودوفيك بوليت
لودوفيك بوليت (بالفرنسية: Ludovic Pollet)‏ هو مدرب كرة قدم ولاعب كرة قدم فرنسي في مركز الدفاع، ولد في 18 يونيو 1970 في Vieux-Condé ‏ في فرنسا. لعب مع نادي دونكيرك ونادي كان ونادي لانس ونادي لوهافر ونادي والسول ووولفرهامبتون واندررز.

## وصلات خارجية
- لودوفيك بوليت على موقع قاعدة بيانات كرة القدم.إي يو (الإنجليزية)
- لودوفيك بوليت على موقع Soccerbase.com (لاعب) (الإنجليزية)
- لودوفيك بوليت على موقع Soccerway.com (الإنجليزية)
- لودوفيك بوليت على موقع عالم كرة القدم.نت (الإنجليزية)